# Edge computing

La informàtica perifèrica es pot veure com una capa intermèdia entre els dispositius i el núvol, on els serveis són gestionats per nodes de vora distribuïts.

Edge computing (informàtica perifèrica) és un model de computació distribuïda que apropa la computació i l'emmagatzematge de dades a les fonts de dades. De manera més àmplia, es refereix a qualsevol disseny que apropi físicament la computació a un usuari, per tal de reduir la latència en comparació amb quan una aplicació s'executa en un centre de dades centralitzat.
El terme es va començar a utilitzar a la dècada de 1990 per descriure les xarxes de lliurament de contingut; aquestes s'utilitzaven per oferir contingut de llocs web i de vídeo des de servidors situats a prop dels usuaris. A principis dels anys 2000, aquests sistemes van ampliar el seu abast per allotjar altres aplicacions, donant lloc a serveis informàtics primerencs. Aquests serveis podrien fer coses com trobar distribuïdors, gestionar carretons de la compra, recopilar dades en temps real i publicar anuncis.
L'Internet de les coses (IoT), on els dispositius estan connectats a Internet, sovint està relacionat amb la informàtica de punta.

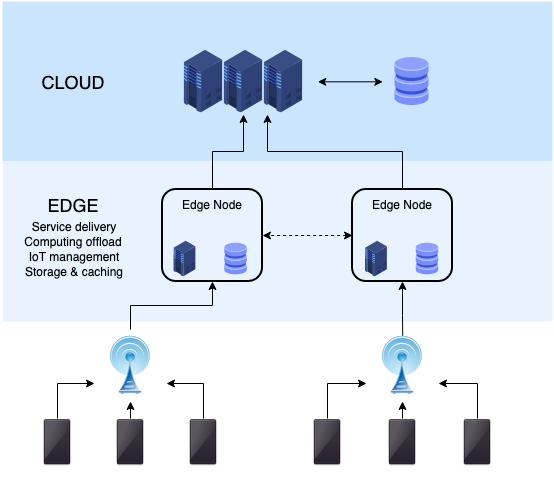
La infraestructura informàtica de punta

## Definició

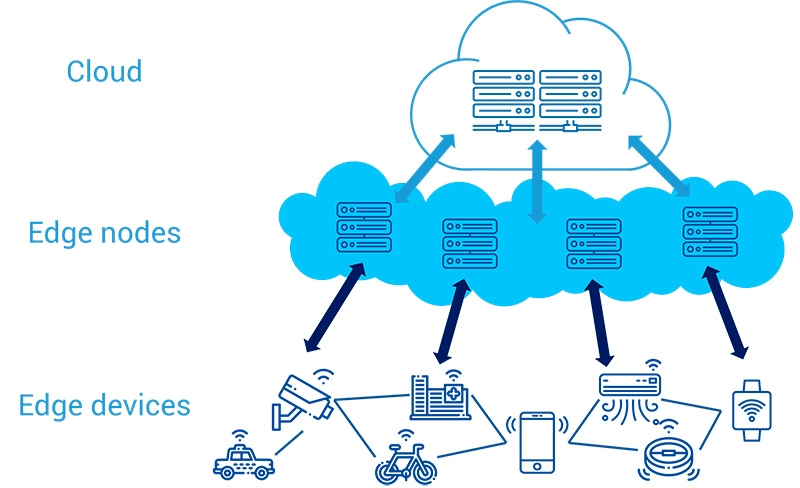
Nodes relacionals que uneixen els dispositius amb el núvol.

La informàtica perifèrica implica executar programes informàtics que ofereixen respostes ràpides prop d'on es fan les sol·licituds. Karim Arabi, durant una conferència magistral de IEEE DAC 2014 i més tard en un seminari MTL del MIT el 2015, va descriure la informàtica de punta com una informàtica que es produeix fora del núvol, a la vora de la xarxa, especialment per a aplicacions que necessiten processament de dades immediat.
La informàtica de punta sovint s'equipara a la informàtica de boira, especialment en configuracions més petites. Tanmateix, en desplegaments més grans, com les ciutats intel·ligents, la informàtica de boira serveix com a capa diferent entre la informàtica de punta i la informàtica en núvol, amb cada capa amb les seves pròpies responsabilitats.
L'informe "The State of the Edge" explica que la informàtica de punta se centra en servidors situats a prop dels usuaris finals. Alex Reznik, president del comitè d'estàndards ETSI MEC ISG, defineix "edge" de manera vaga com qualsevol cosa que no sigui un centre de dades tradicional.
En els jocs al núvol, els nodes de punta, coneguts com a "gamelets", solen estar dins d'un o dos salts de xarxa des del client, cosa que garanteix temps de resposta ràpids per als jocs en temps real.
La informàtica perifèrica pot utilitzar tecnologia de virtualització per simplificar el desplegament i la gestió de diverses aplicacions als servidors perifèrics.

## Concepte
El 2018, s'esperava que les dades del món creixessin un 61 per cent fins a 175 zettabytes el 2025. Segons la firma d'investigació Gartner, al voltant del 10% de les dades generades per l'empresa es creen i es processen fora d'un centre de dades o núvol centralitzat tradicional. L'any 2025, la firma preveu que aquesta xifra arribarà al 75 per cent. L'augment de dispositius IoT a la vora de la xarxa està produint una quantitat massiva de dades: emmagatzemar i utilitzar totes aquestes dades als centres de dades al núvol fa que els requisits d'amplada de banda de la xarxa siguin al límit. Malgrat les millores en la tecnologia de xarxa, els centres de dades no poden garantir taxes de transferència i temps de resposta acceptables, que sovint són un requisit crític per a moltes aplicacions. A més, els dispositius de la punta consumeixen constantment dades procedents del núvol, cosa que obliga les empreses a descentralitzar l'emmagatzematge de dades i el subministrament de serveis, aprofitant la proximitat física amb l'usuari final.
De manera similar, l'objectiu de la informàtica de punta és traslladar la computació lluny dels centres de dades cap a la vora de la xarxa, aprofitant objectes intel·ligents, telèfons mòbils o passarel·les de xarxa per fer tasques i oferir serveis en nom del núvol. En traslladar els serveis a l'extrem, és possible proporcionar memòria cau de contingut, lliurament de serveis, emmagatzematge persistent de dades i gestió d'IoT, donant lloc a millors temps de resposta i taxes de transferència. Al mateix temps, distribuir la lògica a diferents nodes de xarxa introdueix nous problemes i reptes.

### Privacitat i seguretat
La naturalesa distribuïda d'aquest paradigma introdueix un canvi en els esquemes de seguretat utilitzats en la computació en núvol. En la informàtica de punta, les dades poden viatjar entre diferents nodes distribuïts connectats a Internet i, per tant, requereixen mecanismes de xifratge especials independents del núvol. Els nodes Edge també poden ser dispositius amb recursos limitats, cosa que limita l'elecció en termes de mètodes de seguretat. A més, es requereix un canvi d'una infraestructura centralitzada de dalt a baix a un model de confiança descentralitzat. D'altra banda, mantenint i processant les dades a la vora, és possible augmentar la privadesa minimitzant la transmissió d'informació sensible al núvol. A més, la propietat de les dades recollides passa dels proveïdors de serveis als usuaris finals.

### Escalabilitat
L'escalabilitat en una xarxa distribuïda ha d'enfrontar-se a diferents problemes. En primer lloc, cal tenir en compte l'heterogeneïtat dels dispositius, amb diferents limitacions de rendiment i energia, la condició altament dinàmica i la fiabilitat de les connexions en comparació amb una infraestructura més robusta dels centres de dades al núvol. A més, els requisits de seguretat poden introduir més latència en la comunicació entre nodes, cosa que pot alentir el procés d'escalat.

### Velocitat
La informàtica perifèrica apropa els recursos computacionals analítics als usuaris finals i, per tant, pot augmentar la capacitat de resposta i el rendiment de les aplicacions. Una plataforma de punta ben dissenyada superaria significativament un sistema tradicional basat en núvol. Algunes aplicacions es basen en temps de resposta curts, la qual cosa fa que l'edge computing sigui una opció significativament més factible que la informàtica en núvol. Els exemples van des d'IoT fins a la conducció autònoma, qualsevol cosa rellevant per a la salut o la seguretat humana/pública, o que inclogui la percepció humana, com ara el reconeixement facial, que normalment pren un ésser humà entre 370 i 620. ms per realitzar. És més probable que la informàtica perifèrica sigui capaç d'imitar la mateixa velocitat de percepció que els humans, cosa que és útil en aplicacions com la realitat augmentada, on els auriculars haurien de reconèixer preferiblement qui és una persona al mateix temps que ho fa l'usuari.

### Eficiència
A causa de la proximitat dels recursos analítics als usuaris finals, les eines analítiques sofisticades i les eines d'intel·ligència artificial poden funcionar a la vora del sistema. Aquesta col·locació a la vora ajuda a augmentar l'eficiència operativa i és responsable de molts avantatges per al sistema.

## Aplicacions
Els serveis d'aplicacions Edge redueixen els volums de dades que s'han de moure, el trànsit consegüent i la distància que les dades han de recórrer. Això proporciona una latència més baixa i redueix els costos de transmissió. La descàrrega de càlcul per a aplicacions en temps real, com ara algorismes de reconeixement facial, va mostrar millores considerables en els temps de resposta, tal com es va demostrar a les primeres investigacions. Investigacions posteriors van demostrar que l'ús de màquines riques en recursos anomenades cloudlets o micro centres de dades a prop dels usuaris mòbils, que ofereixen serveis que normalment es troben al núvol, proporcionava millores en el temps d'execució quan algunes de les tasques es descarreguen al node de vora. D'altra banda, la descàrrega de cada tasca pot provocar una desacceleració a causa dels temps de transferència entre el dispositiu i els nodes, de manera que en funció de la càrrega de treball es pot definir una configuració òptima.
El sistema de xarxa elèctrica basat en IoT permet la comunicació d'electricitat i dades per supervisar i controlar la xarxa elèctrica, que fa que la gestió de l'energia sigui més eficient.
Altres aplicacions notables inclouen cotxes connectats, cotxes autònoms, ciutats intel·ligents, Indústria 4.0, domòtica, míssils, i sistemes de satèl·lit. El camp naixent de la intel·ligència artificial de punta (IA de punta) implementa la intel·ligència artificial en un entorn informàtic de punta, al dispositiu o prop d'on es recullen les dades.